# Saint-Alban-d’Ay
Saint-Alban-d’Ay település Franciaországban, Ardèche megyében. Lakosainak száma 1396 fő (2022. január 1.). Saint-Alban-d’Ay Quintenas, Roiffieux, Saint-Romain-d’Ay, Satillieu és Vocance községekkel határos.

## Népesség
A település népessége az elmúlt években az alábbi módon változott:
| Lakosok száma | 738  | 889  | 1005 | 1248 | 1305 | 1343 | 1397 | 1419 | 1420 | 1396 |
|               | 1968 | 1982 | 1990 | 2006 | 2013 | 2015 | 2017 | 2019 | 2020 | 2022 |